# La versión de Villarejo
La versión de Villarejo és un programa especial de Salvados, emès el 2017 al canal televisiu LaSexta. En aquest programa Jordi Évole entrevistà al comissari Villarejo i apareixien altres persones com Javier Ayuso, Antonio Rubio, Álvaro de Cózar, Artur Mas i Baltasar Garzón. El programà durà 70 minuts. El comissari Villarejo reapareix en televisió des del 1981.

## Contingut
Villarejo durant l'entrevista dona la seua versió dels distints casos on està implicat d'alguna manera: la trama Gürtel, l'Operació Catalunya, el ‘Pequeño Nicolás’, el seguiment a jutges i polítics, l'àtic d'Ignacio González González, la princesa Corinna, la lluita antiterrorista i l'apunyalament a la doctora Elisa Pinto. Durant l'entrevista Villarejo negà la seua relació amb l'empresari Javier López Madrid quan un procés judicial acredita que es trucaven per telèfon moltes vegades i va reconèixer la participació en encàrrecs finançats amb diners públics amb objectius solament polítics. També acusà sense proves a moltes personalitats.
També entrevistà a Baltasar Garzón, un exjutge, sobre el cas del GAL i a Artur Mas, l'expresident de la Generalitat de Catalunya, a qui li ensenya una gravació inèdita d'una conversa entre Villarejo i Javier De la Rosa.

## Emissió
El 25 de juny de 2017 es va emetre a LaSexta. Malgrat que la temporada havia acabat i els responsables del programa estaven de vacances, van interrompre-les per a crear i emetre el programa.

## Producció
El material de l'entrevista dura unes cinc hores, reduïdes a 70 minuts per a l'emissió.
Segons l'entrevistador J. Évole, durant la preparació de l'entrevista Villarejo intentà fer que Jordi Évole, l'entrevistador, signara una clàusula que deia que si no emetien l'entrevista, Jordi Évole deuria donar 600.000 euros a una associació contra el càncer en la qual Villarejo col·labora. Al negar-se Jordi, Villarejo baixà la xifra a 300.000 euros.